# U218 Singles
U218 Singles (conosciuto anche come U218 oppure 18 Singles) è la quarta raccolta del gruppo musicale irlandese U2, pubblicata in Irlanda il 17 novembre 2006, in Australia il 18 novembre 2006, nel Regno Unito il 20 novembre 2006 e negli Stati Uniti il 21 novembre 2006.

## Descrizione
Contiene una selezione dei sedici brani più noti del gruppo, oltre a due inediti: The Saints Are Coming (reinterpretazione dell'omonimo brano dei The Skids e incisa insieme ai Green Day) e Window in the Skies. Inoltre il brano I Will Follow, tratto dall'album di debutto Boy del 1980, compare come bonus track nella versione britannica e australiana del CD.
Una versione limitata dell'edizione include un DVD col nome di Vertigo 05: live from Milan contenente dieci canzoni registrate durante il Vertigo Tour a Milano.
Nel 2006 è uscito un DVD col nome di U218 Videos che contiene i video musicali del gruppo (tranne Window in the Skies) nella stessa sequenza del CD.
La versione deluxe nell'iTunes Store del Regno Unito, dell'Irlanda e degli Stati Uniti inoltre contiene queste canzoni dal vivo (con l'eccezione del brano "Original of the Species") come tracce audio, così come un libretto digitale e una bonus track  "Smile", per coloro che prenotano l'album.
Per la versione americana non è previsto il libretto digitale, ma è possibile avere il brano "Smile" anche non prenotando l'album.

## Tracce
1. Beautiful Day — 4:05 (All That You Can't Leave Behind, 2000)
2. I Still Haven't Found What I'm Looking For — 4:38 (The Joshua Tree, 1987)
3. Pride (In the Name of Love) — 3:48 (The Unforgettable Fire, 1984)
4. With or Without You — 4:56 (The Joshua Tree, 1987)
5. Vertigo (Radio Edit) — 3:10 (How to Dismantle an Atomic Bomb, 2004)
6. New Year's Day (Edizione Speciale) — 4:17 (War, 1983)
7. Mysterious Ways — 4:02 (Achtung Baby, 1991)
8. Stuck in a Moment You Can't Get Out Of — 4:31 (All That You Can't Leave Behind, 2000)
9. Where the Streets Have No Name (U218 Version) — 4:46 (The Joshua Tree, 1987)
10. Sweetest Thing (Single Mix) — 3:00 (The Best of 1980-1990, 1998)
11. Sunday Bloody Sunday — 4:40 (War, 1983)
12. One — 4:35 (Achtung Baby, 1991)
13. Desire — 2:59 (Rattle & Hum, 1988)
14. Walk On (Edit) — 4:26 (All That You Can't Leave Behind, 2000)
15. Elevation (Versione Album) — 3:47  (All That You Can't Leave Behind, 2000)
16. Sometimes You Can't Make It on Your Own - 5:05 (How to Dismantle an Atomic Bomb, 2004)
17. The Saints Are Coming (con i Green Day) — 3:21 (Inedito)
18. Window in the Skies (Album Version) — 4:08 (Inedito)

- I Will Follow è una bonus track inserita nelle versioni per i mercati anglosassoni ed australiani dell'album come prima traccia.
- Smile dalle sessioni dell'album How to Dismantle an Atomic Bomb è una bonus track in esclusiva di iTunes. Questa traccia era stata precedentemente inserita nell' "Unreleased & Rare album" nel box set digital  "The Complete U2".

Vertigo 05: Live from Milan – DVD bonus nell'edizione limitata
1. Vertigo
2. I Will Follow
3. Elevation
4. I Still Haven't Found What I'm Looking For
5. All I Want Is You
6. City of Blinding Lights
7. Sometimes You Can't Make It on Your Own
8. Miss Sarajevo
9. Original of the Species
10. With or Without You